# Рубха
Рубха (англ. Roobha) — канадський художній фільм 2018 року, зпродюсований компанією Next Productions, сценарист та режисер Ленін М. Сівам. Фільм досліджує суворі реалії, з якими стикається молода південноазійська транс-жінка, яка намагається заробляти собі на життя в Торонто після того, як її сім'я відреклася від неї. Прем'єра фільму відбулася на Монреальському кінофестивалі, 25 серпня 2018 року. Фільм був тепло прийнятий на багатьох міжнародних кінофестивалях по всьому світу.

## Сюжет
Руха розповідає про унікальну романтичну казку, яка розглядає складності особистості та гендерної ідентичності всередині південноазійської спільноти. Робха, транс-жінка, яка намагається заробляти собі на життя в Торонто після того, як її сім'я не сприймає її як жінку. Її випадкова зустріч із одруженим чоловіком Ентоні призводить до прекрасного роману. Однак їх стосунки опиняются під загрозою, оскільки їх родини незабаром виявляють дізнаются про їх відносини.

## Участь в кінофестивалях
- Офіційний відбір,  Монреальський кінофестиваль, серпень 2018
- Відкриття фестивалю, Reelworld Film Festival[2] , вересень 2018
- Офіційний відбір, Кембриджський кінофестиваль[3], жовтень, 2018
- Офіційний відбір, Віндзорський міжнародний кінофестиваль , жовтень 2018
- Офіційний відбір, Індійський міжнародний кінофестиваль, листопад 2018
- Офіційний відбір, Whistler Film Festival грудень, 2018
- Офіційний відбір, London Indian Film Festival червень, 2019
- Офіційний відбір, KASHISH Mumbai International Queer Film Festival[4] , червень 2019
- Офіційний відбір, Indian Film Festival of Melbourne , липень 2019

## У ролях
- Джесутасан Антонітасан — Ентоні
- Амріт Сандху — Рубха
- Тенука Кантхараджа —  Павун
- Сорналінгам Вайрамуту — Манохаран
- Кассандра Джеймс — Луція
- Сумати Бальрам —  Рані
- Ден Бертоліні — Майя
- Брайан Скотт Карлтон — Доктор Джефферсон
- Тоні Кауч — Доктор Фінч
- Ішварія Чандру — Васуки
- Анжела Крістін — Мей
- Клаудіо Вендіті — Сем
- Джеймс Коберн — Доктор Лоуренс
- Гвенлін Кумін —  дівчина з ресепшена